# نگهبان فانوس دریایی
«نگهبان فانوس دریایی» (انگلیسی: The Lighthouse Keeper) ترانه‌ای از خواننده بریتانیایی سم اسمیت است، که در ۲۰ نوامبر ۲۰۲۰ به عنوان تک‌آهنگی از آلبوم چندآهنگه‌اش هالی و پیچک، از طریق کپیتال رکوردز منتشر شد. این ترانه توسط لبرینت و اسمیت نوشته شده‌است. «نگهبان فانوس دریایی» به شماره ۸۱ در جدول تک‌آهنگ‌های بریتانیا رسید.